# Żelezarec Skopje
Żelezarec Skopje – północnomacedoński klub futsalowy z siedzibą w mieście Skopje, obecnie występuje w najwyższej klasie rozgrywkowej Macedonii Północnej.

## Sukcesy
- Mistrzostwo Macedonii Północnej (8): 2008/09, 2009/10, 2010/11, 2011/12, 2012/13, 2013/14, 2014/15, 2015/16
- Puchar Macedonii Północnej (6): 2009/08, 2009/10, 2010/11, 2012/13, 2014/15, 2015/16